# Segunda Categoría de Morona Santiago 2018
El Campeonato Provincial de Segunda Categoría de Morona Santiago 2018 es un torneo de fútbol en Ecuador en el cual compiten equipos de la Provincia de Morona Santiago. El torneo es organizado por la Asociación de Fútbol No Amateur de Morona Santiago (AFNAMS) y avalado por la Federación Ecuatoriana de Fútbol. El torneo empezó el 2 de junio y terminará el 15 de julio de 2018. Participan 3 clubes de fútbol y se entregará 1 cupo al Zonal de Ascenso de la Segunda Categoría 2018 por el ascenso a la Serie B, además el campeón disputó la 1.ª fase de la Copa Ecuador 2018-19.

## Sistema de campeonato
El sistema determinado por la Asociación de Fútbol No Amateur de Morona Santiago fue el siguiente:
- Se jugaron en dos etapas con los 3 equipos establecidos, será un todos contra todos en partidos de ida y vuelta (6 fechas) dando un total de 12 fechas entre las dos etapas, al final del torneo; el equipo que termine en primer lugar en la tabla acumulada clasificará a los zonales de Segunda Categoría 2018 y la 1ª Fase de la Copa Ecuador 2018-19.

## Equipos participantes
| Equipos participantes                    | Equipos participantes | Equipos participantes          |
| ---------------------------------------- | --------------------- | ------------------------------ |
|                                          |                       |                                |
| Equipo                                   | Ciudad                | Estadio                        |
| Club Deportivo Formativo Municipal Sucúa | Sucúa                 | Estadio Eddy Coello            |
| Liga Deportiva Juvenil (Macas)           | Macas                 | Estadio Tito Marcelo Navarrete |
| Club Social y Deportivo Morona           | Macas                 | Estadio Tito Marcelo Navarrete |

## Equipos por cantón
| Cantón | N.º | Equipos                             |
| ------ | --- | ----------------------------------- |
| Morona | 2   | - L.D.J. (Macas) - Deportivo Morona |
| Sucúa  | 1   | - Municipal Sucúa                   |

## Primera etapa

### Clasificación
|  |    | Equipo           | PJ | PG | PE | PP | GF | GC | DG | PTS |
|  | -- | ---------------- | -- | -- | -- | -- | -- | -- | -- | --- |
|  | 1. | Deportivo Morona | 4  | 4  | 0  | 0  | 10 | 1  | +9 | 12  |
|  | 2. | L.D.J. (Macas)   | 4  | 2  | 0  | 2  | 9  | 9  | 0  | 6   |
|  | 3. | Municipal Sucúa  | 4  | 0  | 0  | 4  | 4  | 13 | -9 | 0   |

### Evolución de la clasificación
| Equipo / Jornada | 01 | 02 | 03 | 04 | 05 | 06 |
| ---------------- | -- | -- | -- | -- | -- | -- |
| Deportivo Morona | 1  | 2  | 1  | 1  | 1  | 1  |
| L.D.J. (Macas)   | 2  | 1  | 2  | 2  | 2  | 2  |
| Municipal Sucúa  | 3  | 3  | 3  | 3  | 3  | 3  |

### Resultados
| Municipal Sucúa | 0 - 3          | Deportivo Morona | Eddy Coello    | 2 de junio     | 16:00          |
| Libre:          | L.D.J. (Macas) | L.D.J. (Macas)   | L.D.J. (Macas) | L.D.J. (Macas) | L.D.J. (Macas) |

| L.D.J. (Macas) | 4 - 1           | Municipal Sucúa | Tito Navarrete  | 6 de junio      | 16:00           |
| Libre:         | Municipal Sucúa | Municipal Sucúa | Municipal Sucúa | Municipal Sucúa | Municipal Sucúa |

| Deportivo Morona | 2 - 0           | L.D.J. (Macas)  | Eddy Coello     | 14 de junio     | 16:00           |
| Libre:           | Municipal Sucúa | Municipal Sucúa | Municipal Sucúa | Municipal Sucúa | Municipal Sucúa |

| L.D.J. (Macas) | 1 - 3           | Deportivo Morona | Tito Navarrete  | 13 de junio     | 16:00           |
| Libre:         | Municipal Sucúa | Municipal Sucúa  | Municipal Sucúa | Municipal Sucúa | Municipal Sucúa |

| Municipal Sucúa | 3 - 4            | L.D.J. (Macas)   | Eddy Coello      | 17 de junio      | 16:00            |
| Libre:          | Deportivo Morona | Deportivo Morona | Deportivo Morona | Deportivo Morona | Deportivo Morona |

| Deportivo Morona | 2 - 0          | Municipal Sucúa | Eddy Coello    | 20 junio       | 16:00          |
| Libre:           | L.D.J. (Macas) | L.D.J. (Macas)  | L.D.J. (Macas) | L.D.J. (Macas) | L.D.J. (Macas) |

## Segunda etapa

### Clasificación
|  |    | Equipo           | PJ | PG | PE | PP | GF | GC | DG | PTS |
|  | -- | ---------------- | -- | -- | -- | -- | -- | -- | -- | --- |
|  | 1. | L.D.J. (Macas)   | 4  | 2  | 1  | 1  | 17 | 10 | +7 | 7   |
|  | 2. | Municipal Sucúa  | 4  | 2  | 0  | 2  | 8  | 16 | -8 | 6   |
|  | 3. | Deportivo Morona | 4  | 1  | 1  | 2  | 8  | 7  | +1 | 4   |

### Evolución de la clasificación
| Equipo / Jornada | 01 | 02 | 03 | 04 | 05 | 06 |
| ---------------- | -- | -- | -- | -- | -- | -- |
| L.D.J. (Macas)   | 2  | 1  | 1  | 1  | 1  | 1  |
| Municipal Sucúa  | 1  | 2  | 2  | 2  | 2  | 2  |
| Deportivo Morona | 3  | 3  | 3  | 3  | 3  | 3  |

### Resultados
| Municipal Sucúa | 1 - 0          | Deportivo Morona | Eddy Coello    | 24 de junio    | 16:00          |
| Libre:          | L.D.J. (Macas) | L.D.J. (Macas)   | L.D.J. (Macas) | L.D.J. (Macas) | L.D.J. (Macas) |

| L.D.J. (Macas) | 11 - 2           | Municipal Sucúa  | Tito Navarrete   | 27 de junio      | 16:00            |
| Libre:         | Deportivo Morona | Deportivo Morona | Deportivo Morona | Deportivo Morona | Deportivo Morona |

| Deportivo Morona | 2 - 0           | L.D.J. (Macas)  | Eddy Coello     | 1 de julio      | 16:00           |
| Libre:           | Municipal Sucúa | Municipal Sucúa | Municipal Sucúa | Municipal Sucúa | Municipal Sucúa |

| L.D.J. (Macas) | 3 - 2           | Deportivo Morona | Tito Navarrete  | 4 de julio      | 16:00           |
| Libre:         | Municipal Sucúa | Municipal Sucúa  | Municipal Sucúa | Municipal Sucúa | Municipal Sucúa |

| Municipal Sucúa | 4 - 1            | L.D.J. (Macas)   | Eddy Coello      | 8 de julio       | 16:00            |
| Libre:          | Deportivo Morona | Deportivo Morona | Deportivo Morona | Deportivo Morona | Deportivo Morona |

| Deportivo Morona(C) | 4 - 1          | Municipal Sucúa | Tito Navarrete | 15 de julio    | 16:00          |
| Libre:              | L.D.J. (Macas) | L.D.J. (Macas)  | L.D.J. (Macas) | L.D.J. (Macas) | L.D.J. (Macas) |

## Tabla acumulada
|  |    | Equipo           | PJ | PG | PE | PP | GF | GC | DG  | PTS |
|  | -- | ---------------- | -- | -- | -- | -- | -- | -- | --- | --- |
|  | 1. | Deportivo Morona | 8  | 5  | 1  | 2  | 19 | 9  | +10 | 16  |
|  | 2. | L.D.J. (Macas)   | 8  | 4  | 1  | 3  | 25 | 18 | +7  | 13  |
|  | 3. | Municipal Sucúa  | 8  | 2  | 0  | 6  | 12 | 29 | -17 | 6   |

|  | Campeón anual clasifica a los zonales de Segunda Categoría 2018. |

### Campeón
| |
| |
| Club Social y Deportivo Morona 4.° título Clasifica a los zonales de la Segunda Categoría 2018 y la 1.ª fase de la Copa Ecuador 2018-19. |